# Plebicula nigrovenata
Plebicula nigrovenata är en fjärilsart som beskrevs av Obraztsov 1936. Plebicula nigrovenata ingår i släktet Plebicula och familjen juvelvingar. Inga underarter finns listade i Catalogue of Life.